# Smashed Gladys (album)
Smashed Gladys è l'omonimo primo album degli Smashed Gladys, uscito nel 1985 per l'Etichetta discografica Heavy Metal America.

## Tracce
1. Playin' Tuff (Cato, Lewis) 3:47
2. 17 Goin' On Crazy (Cato, Lewis) 3:39
3. Eye Of The Storm (Cato, Lewis) 4:58
4. Revolteen (Cato, Lewis) 3:52
5. It Ain't Right (Cato, Lewis) 3:42
6. Hard To Swallow (Cato, Lewis) 4:51
7. Once You've Tasted Blood (Cato, Lewis) 4:13
8. Dream Away Heartache (Cato, Lewis, Dearnley, Simmons) 4:23
9. Never Take No (For An Answer) (Cato, Lewis) 3:42
10. Metal Guru  (Bolan) 2:53 (T. Rex Cover)

### Tracce aggiunte solo nella versione CD
- 11. Bump In The Night (Cato, Lewis) 3:48
- 12. Black Beauties & Blue-Eyed Blondes (Cato, Lewis) 4:24
- 13. Sweet Pain (Cato, Lewis) 3:38
- 14. Woman (Cato, Lewis) 3:53
- 15. Living, Loving, & Learning (Cato, Lewis) 5:01

## Formazione
- Sally Cato - voce
- Bart Lewis - chitarra
- Marcel La Fleur - chitarra
- J.D. Malo - basso
- Matt Stellutto - batteria